# Cristiano Ronaldo
Cristiano Ronaldo dos Santos Aveiro, portugalski nogometaš, * 5. februar 1985, Funchal, Madeira, Portugalska.

## Začetek kariere
Rodil se je 5. februarja 1985 v Funchalu na Madeiri, materi Mariji Dolores dos Santos Aveiro in očetu Joséu Dinisu Aveiro. Odraščal je s starejšim bratom Hugom, ima pa še dve starejši sestri Elmo in Katio. Katia je pevka in je na Portugalskem znana pod vzdevkom »Ronalda«. Ime Ronaldo je na Portugalskem zelo redko, Cristiano pa je dobil ime po ameriškem predsedniku Ronaldu Reaganu.
Z nogometom se je začel ukvarjati, ko je bil star tri leta in kasneje pri šestih letih, ko je začel hoditi v šolo. V mladosti je navijal za klub Benfica, čeprav se je kasneje pridružil Sportingu. Njegova prva ekipa je bila amaterska Andorinha, za katero je začel igrati pri osmih letih. Po letu 1995, ko je bil star deset let, je njegov sloves na Portugalskem začel rasti. Obe najboljši ekipi Madeire sta si želeli njegov podpis - CS Marítimo in CD Nacional. Boljša ekipa, Marítimo, je zamudila sestanek z managerjem Andorinhe Ruiem Santosem in tako je Ronaldo podpisal z Nacionalom. Po uspešni kampanji pri Nacionalu, ga je odkupil Sporting.
Pri Sportingu je začel trenirati v Alcocheti, znanem Sportingovem mladinskem pogonu. Tam se mu je pridružila tudi njegova mama, saj so v klubu menili, da potrebuje podporo. Za Sporting je debitiral proti Moreirenseju in takoj zabil 2 gola. Nastopil pa je tudi za Portugalsko U-17 reprezentanco na evropskem prvenstvu. Na tem prvenstvu je vzbudil zanimanje Liverpoola, ker pa je bil star 16 let, so menili, da potrebuje še nekaj časa da se razvije v pravega igralca. Je pa kasneje Ronaldo vzbudil pozornost Sira Alexa Fergusona na tekmi za otvoritev stadiona Alvalade XXI, ko je Sporting premagal United 3-1 z Ronaldom na čelu, poleti 2003. Nad Ronaldovo predstavo so bili navdušeni vsi - prav tako igralci in uprava Manchester Uniteda, ki je teden kasneje poslala Sportingu ponudbo težko 12,24 milijonov £. Sporting ponudbe ni mogel zavrniti in tako je Ronaldo postal najdražji najstnik v angleškem nogometu - vse dokler ni United odštel već za Wayna Rooneya. Podedoval je številko 7, ki so jo nosili nekateri najboljši igralci, ki so kdaj koli oblekli dres Manchester Uniteda: George Best, Bryan Robson, Eric Cantona in David Beckham. Čeprav je na začetku hotel številko 28, ki je bila njegova številka pri Sportingu in tudi zato, ker ni maral pritiska svete sedmice, se je na koncu vseeno sprijaznil in jo prvič oblekel na tekmi proti Boltonu, ko je v igro prišel v šestdeseti minuti in takoj navdušil. Ronaldova predstava je bila odlična in Rdeči Vragi so dobili novo zvezdo, najstniško senzacijo - Cristiana Ronalda. 
Iz sezone v sezono je njegova nogometna vrednost rasla. Njegove koncentracije nista mogla zmesti niti prepir z Van Nistelrooyem, ki je poleti 2006 zapustil klub in incident na svetovnem prvenstvu v Nemčiji 2006 (Anglija - Portugalska). Po incidentu na SP v Nemčiji so se pojavila ugibanja o njegovem prestopu k Realu iz Madrida, ki pa jih je Ronaldo utišal, ko je zvestobo Unitedu obljubil vse do leta 2012. Kljub incidentu je bil po prvenstvu Ronaldo še vedno ljubljenec navijačev Manchester Uniteda. Povsem drugače pa je bilo drugje po Angliji, kjer je bil vedno deležen žvižgov in žaljenja, ampak odgovoril je na najboljši možen način - z odlično igro in goli. Tako je do decembra 2006 postal eden najvplivnejših igralcev Manchester Uniteda in na njegovih krilih je klub osvojil naslov prvaka angleške Premier League 2007 in 2008.

## Sezona 2006/07
V sezoni 2006/07 je Ronaldo prejel nagrado za najboljšega igralca leta po izboru igralcev Premier League in najboljšega mladega igralca Premier League in je tako šele drugi, ki mu je uspelo osvojiti obe lovoriki v istem letu, pred njim je to uspelo le še Andyju Grayu leta 1977. V letu 2007 pa je osvojil tudi nagrado Igralec leta navijačev in je tako prvi, ki mu je uspelo vse troje v enem letu. V lasti ima tudi rekord za največ golov sredinskega igralca v eni sezoni. V sezoni 2006/07 je zabil 17 golov. 

## Sezona 2007/08
V sezoni 2007/08 je bil proglašen za najboljšega igralca na svetu in je prejel zlato žogo. Istega leta je z Manchestrom osvojil tudi ligo prvakov. Sezono kasneje, je poskušal vse, da bi obranil naslov najboljšega igralca sveta, a mu je po zmagi v finalu Lige prvakov ta naslov vzel nogometaš katalonske Barcelone, argentinec Lionel Messi. Od sezone 2009/10 je član Reala Madrid.

## Sezona 2013/14
18. avgusta 2013 je opravil 200. nastop za Real z zmago nad Real Betisom 2-1. Cristiano Ronaldo ni zadel v prvih dveh tekmah La Lige, je pa zadel na 3. za domačo zmago nad Athletic Bilbaom 3-1.
15. septembra je podaljšal pogodbo z Realom do leta 2018 in povišal plačo na 17 milijonov na leto. Postal je najbolje plačan igralec. 
17. septembra 2014 je na tekmi v Istanbulu proti Galatasarayu zadel svoj 2. hat-trick v Ligi Prvakov v karieri. 5 dni kasneje je zadel 2 gola proti Getafeju(4-1), 2. gol je zadel s peto v sodnikovem podaljšku. Prebil se je med 5 najboljših strelcev kluba v zgodovini. Na svoji 100. tekmi v evropskih tekmovanjih proti Copenhagnu je zadel dvakrat za 4-0. 5. oktobra je zadel proti Levanteju v 94. minuti za zmago Real Madrida 3-2. V Ligi Prvakov 2013-14 je dvakrat zatresel mrežo Juventusa za novo domačo zmago 2-1. Tako je postal 3. najboljši strelev v Ligi Prvakov s 57. goli. 30. oktobra pa je dosegel 18. hat-trick v La Ligi proti Sevilli (7-3).
Na svojem 106. gostujočem nastopu za Galaktike proti Rayu Vallecanu (3-2) je dosegel 100. gostujoči zadetek v vseh tekmovanjih. 5. novembra 2013 je podrl rekord po številu golov v enem koledarskem letu v evropskih tekmovanjih, ko je izenačil na rezultat 2-2 proti Juventusu. 9. novembra 2013 je dosegel 18. hat-trick v La Ligi (1 gol iz igre,1 iz enajtmetrovke,1 iz prostega strela) proti Realu Sociedadu (5-1). Bil je pri številki 20 medtem ko je vodil le še Ronaldinho s 21. 
Ob zadetkih 32 na 22 tekmah se je govorilo, da je v ''najboljši formi v življenju''. 23. novembra 2013 ga je v Almerii v 52. minuti zamenjal Jese zaradi poškodbe. 10. decembra se je vrnil z golom proti Copenhagnu. Na vrhu 

## Sezona 2014/15
V sezoni 2014-15 je Ronaldo prvo tekmo odigral proti Sevilli v okviru UEFA Super Cup. Zadel je dvakrat in odločil tekmo(2-0). Nato se je srečal z mestim rivalom Atletico Madridom v španskem super pokalu. Na prvi tekmi na Bernabeu je igrišče zapustil po prvem polčasu zaradi poškodbe. Končalo se je z 1-1. V povratni tekmi na Calderonu je prav tako igral le en polčas. A ostalo je pri rezultatu 1-0(1-2), ko je v 2. minuti igre zadel Mario Mandžukić in tako je Real izgubil boj za 6 lovorik v eni sezoni. Prvi gol v La Ligi je zadel na prvi tekmi proti Cordobi. Kasneje se je poškodoval in zaigral 13. septembra proti Atletico Madridu ter izgubil z 1-2, čeprav je zadel z enajtmetrovke.
20. septembra je zadel prvi hat-trick na gostovanju pri Deportivu. V naslednjem krogu je zadel štirikrat proti Elcheju vključno z dvema enajtmetrovkama. To je bil njegov 25. hat-trick v vseh tekmovanjih za Real Madrid, 3 hat-tricke za rekorderjem Alfredom Di Stefanom. Prebil se je tudi med najboljših 10 strelcev v La Ligi vseh časov. Imel je izjemno statistiko: 186 golov na 169 tekmah v La Ligi. 
5. oktobra je zadel še en hat-trick za zmago nad Athletic Bilbaom 5-0, teden kasneje še 2 gola proti Levanteju za zmago 5-0. 22. oktobra je zadel prvi gol proti Liverpoolu za zmago 3-0 na gostovanju v Ligi Prvakov in postal prvi, ki je zadel desetkrat zapored na gostovanju v UEFA Ligi Prvakov. Z golom proti Barceloni(3-1) je zadel 15. gol na 7. tekmi v La Ligi in postavil nov rekord, ki ga je nosil že pokojni Ferenc Puskas. 
6. decembra 2014 je zadel nov hat-trick proti Celti Vigo(3-0). Zadel je 200. gol na 178. tekmi, 23. hat-trick v La Ligi ter postavil nov rekord. Med tednom je zadel še 72. zadetek v Ligi Prvakov in se približal Messiju na 2 gola. 20. decembra je z Real Madridom osvojil še 4. lovoriko v letu 2014: Svetovno Klubsko Prvenstvo 2014. Na tem turnirju v Maroku je dobil srebrno žogo, zlato je dobil njegov soigralec Sergio Ramos.
4. januarja 2015 je zadel 1. proti Valencii na Mestalli kljub porazu 1-2 in postal najboljši strelec Real Madrida na gostovanjih z 88. goli na 91. tekmah. 12. januarja 2015 je osvojil zlato žogo. Tako je potrdil vlogo favorita za najboljšega nogometaša na svetu v letu 2014. S 3. zlato žogo se je pridružil Zinedinu Zidanu in Ronaldu de Limi. Le še Messi je bil pred njim s štirimi. 24.1. je Ronaldo dobil 9. rdeči karton v karieri proti Córdobi ob zmagi 2-1 zaradi udarca nad Edimarjem. S tem so ga kaznovali za 2 tekmi prepovedi igranja. Po odsluženi kazni je njegova forma strmo padla. Za nameček se je obnovila poškodba kolena, ki ga je mučila na SP 2014 v Braziliji.  
18. februarja 2015 je Ronaldo zadel gol proti Schalkeju v LP za zmago 2-0. V 2. tekmi osmine finala proti Schalkeju je zadel dvakrat ob porazu 3-4 in postal najboljši strelec v zgodovini LP. 
5.4.2015 je CR7 1.v karieri zadel 5 golov na 1 tekmi, vključno s 8-minutnim hat-trickom, ob porazu Granade 9-1. S temi zadetki se je izenačil z rekordom Alfreda Di Stéfana
v 28.hat-trickih za Real Madrid. Ob tem ga je soigralec Karim Benzema označil z besedo ''fenomen''. 8. aprila je zadel 300. golza klub ob zmagi 2-0 nad Rayem Vallecanom. 10 dni pozneje je z golom proti Málagi postal 1. igralec v zgodovini nogometa, ki je zadel 50 ali več golov v petih sezonah. 2. maja je v Sevilli podrl rekord Alfreda Di Stéfana s 29. hat-trikom za Real Madrid. 13.5. je zadel 307. zadetek iz enajstmetrovke v polfinalu LIge Prvakov. Nasprotnik je bil Juventus in tekma se je končala 1-1, kar je bilo premalo za finale LP 2015.  S tem zadetkom pa se je z Alfredom Di Stéfanom izenačil kot 2. najboljši strelec real Madrida v zgodovin. Zaostajal je le še za Raúlom, je pa tudi z Messijem postal najbolši strelec LP v zgodovini. 23. maja je odigral zadnjo tekmo Real Madrida sezone 2014/15 proti Getafeju(to je bil njegov 200. nastop v La Ligi in 300. v vseh tekmovanjih). dosegel je 8. hat-trik v sezoni in izenačil rekorn Lionela Messija (hat-trikov v La Ligi v 1 sezoni). S tem je izboljšal osebni rekornd iz sezone 2011/12, ko je zadel 60 golov. V tej sezoni pa je dosegel 61 zadetkov. Dal je 48 golov (2 manj od Messijevega rekorda iz leta 2011/12), v sezoni 2011/12 pa je dosegel število 46. Kot rezultat je dobil Pichichi kot najboljši strelec v Španiji 2. zapored. Osvojil je tudi Evropski zlati čevelj kot najboljši strelec z 10. zadetki (toliko sta jih dosegla tudi Messi in Neymar) LP 3. zapored in 4. v karieri. Sezona se je končala v razočaranju, saj je Real Madrid zasedel 2. mesto v La Ligi, izpadel v polfinalu Lige prvakov.

## Statistika
| Klub              | Sezona  | Liga           | Liga    | Liga | Pokal   | Pokal | Ligaški pokal | Ligaški pokal | Evropski pokal | Evropski pokal | Ostalo  | Ostalo | Skupaj  | Skupaj |
| Klub              | Sezona  | Liga           | Nastopi | Goli | Nastopi | Goli  | Nastopi       | Goli          | Nastopi        | Goli           | Nastopi | Goli   | Nastopi | Goli   |
| ----------------- | ------- | -------------- | ------- | ---- | ------- | ----- | ------------- | ------------- | -------------- | -------------- | ------- | ------ | ------- | ------ |
| Sporting CP       | 2002/03 | Primeira Liga  | 25      | 3    | 3       | 2     | —             | —             | 3              | 0              | 0       | 0      | 31      | 5      |
| Manchester United | 2003/04 | Premier League | 29      | 4    | 5       | 2     | 1             | 0             | 5              | 0              | 0       | 0      | 40      | 6      |
| Manchester United | 2004/05 | Premier League | 33      | 5    | 7       | 4     | 2             | 0             | 8              | 0              | 0       | 0      | 50      | 9      |
| Manchester United | 2005/06 | Premier League | 33      | 9    | 2       | 0     | 4             | 2             | 8              | 1              | —       | —      | 47      | 12     |
| Manchester United | 2006/07 | Premier League | 34      | 17   | 7       | 3     | 1             | 0             | 11             | 3              | —       | —      | 53      | 23     |
| Manchester United | 2007/08 | Premier League | 34      | 31   | 3       | 3     | 0             | 0             | 11             | 8              | 1       | 0      | 49      | 42     |
| Manchester United | 2008/09 | Premier League | 33      | 18   | 2       | 1     | 4             | 2             | 12             | 4              | 2       | 1      | 53      | 26     |
| Manchester United | Skupaj  | Skupaj         | 196     | 84   | 26      | 13    | 12            | 4             | 55             | 16             | 3       | 1      | 292     | 118    |
| Real Madrid       | 2009/10 | La Liga        | 29      | 26   | 0       | 0     | —             | —             | 6              | 7              | —       | —      | 35      | 33     |
| Real Madrid       | 2010/11 | La Liga        | 34      | 40   | 8       | 7     | —             | —             | 12             | 6              | —       | —      | 54      | 53     |
| Real Madrid       | 2011/12 | La Liga        | 38      | 46   | 5       | 3     | —             | —             | 10             | 10             | 2       | 1      | 55      | 60     |
| Real Madrid       | 2012/13 | La Liga        | 34      | 34   | 7       | 7     | —             | —             | 12             | 12             | 2       | 2      | 55      | 55     |
| Real Madrid       | 2013/14 | La Liga        | 30      | 31   | 6       | 3     | —             | —             | 11             | 17             | —       | —      | 47      | 51     |
| Real Madrid       | 2014/15 | La Liga        | 35      | 48   | 2       | 1     | —             | —             | 12             | 10             | 5       | 2      | 54      | 61     |
| Real Madrid       | 2015/16 | La Liga        | 33      | 33   | 0       | 0     | —             | —             | 10             | 16             | —       | —      | 43      | 47     |
| Real Madrid       | Skupaj  | Skupaj         | 233     | 258  | 28      | 21    | —             | —             | 73             | 78             | 9       | 5      | 343     | 360    |
| Juventus          | 2018/19 | Serie A        | 22      | 17   | 2       | 0     | —             | —             | 5              | 1              | 1       | 1      | 30      | 19     |
| Juventus          | Skupaj  | Skupaj         | 22      | 17   | 2       | 0     | —             | —             | 5              | 1              | 1       | 1      | 30      | 19     |
|                   |         |                | 476     | 343  | 59      | 36    | 12            | 4             | 136            | 95             | 13      | 7      | 696     | 805    |